# ぼくの名前はズッキーニ
『ぼくの名前はズッキーニ』（ぼくのなまえはズッキーニ、フランス語: Ma vie de Courgette）は、クロード・バラス監督による2016年のスイス・フランスのストップモーション・アダルトアニメ・コメディドラマ映画である。第69回カンヌ国際映画祭の監督週間で上映された。日本では2017年3月に東京アニメアワードフェスティバルで『ズッキーニと呼ばれて』という日本語題で上映され、翌2018年2月10日より一般公開される。
ジル・パリスによる2002年の同名小説(2004年ポプラ社『奇跡の子』として邦訳版が刊行。その後、2018年1月DU BOOKSから新装改訂版『ぼくの名前はズッキーニ』が刊行)が原作であり、2007年のフランスの実写テレビ映画『C'est mieux la vie quand on est grand』に次いで2度目の映画化である。
第89回アカデミー賞長編アニメ映画賞にノミネートされた。また外国語映画賞にはスイス代表作として出品され、最終選考9作品に残ったが、本戦ノミネートは逃した。

## プロット
アルコール依存症の母親と2人きりで暮らす9歳の少年ズッキーニ。ある日、ズッキーニの過失によって母親が死んでしまう。親切な警察官に保護されて孤児院で暮らすことになった彼は、新たな環境の中で自分の居場所を見つけるべく悪戦苦闘する。

## キャスト
| キャラクター | フランス語                 | 日本語             |
| ------------ | -------------------------- | ------------------ |
| ズッキーニ   | Gaspard Schlatter          | 峯田和伸           |
| カミーユ     | Sixtine Murat              | 麻生久美子         |
| シモン       | Paulin Jaccound            | 浪川大輔           |
| レイモン     | ミシェル・ヴュイエルモーズ | リリー・フランキー |

## 評価

### 批評家の反応
Rotten Tomatoesでは113件のレビューで支持率は98%、平均点は8.2/10となっている。Metacriticでは28件の批評で加重平均値は85/100となっている。AlloCinéでは30件の批評で平均点は4.4/5となっている。

### 受賞とノミネート
| 受賞とノミネート一覧             | 受賞とノミネート一覧 | 受賞とノミネート一覧                      | 受賞とノミネート一覧                                                                            | 受賞とノミネート一覧 | 受賞とノミネート一覧 |
| 賞                               | 授賞式               | 部門                                      | 候補                                                                                            | 結果                 | 参照                 |
| -------------------------------- | -------------------- | ----------------------------------------- | ----------------------------------------------------------------------------------------------- | -------------------- | -------------------- |
| アカデミー賞                     | 2017年2月26日        | 長編アニメ映画賞                          | クラウド・バラス マックス・カーリ                                                               | ノミネート           | [ 14 ] [ 15 ]        |
| アニー賞                         | 2017年2月4日         | 長編インディペンデント作品賞              | リタ・プロダクションズ ブルー・スピリット・プロダクションズ ゲベカ・フィルムズ KNM              | ノミネート           | [ 16 ]               |
| アニー賞                         | 2017年2月4日         | 長編映画監督賞                            | クラウド・バラス                                                                                | ノミネート           | [ 16 ]               |
| アニー賞                         | 2017年2月4日         | 長編映画脚本賞                            | セリーヌ・シアマ                                                                                | ノミネート           | [ 16 ]               |
| アヌシー国際アニメーション映画祭 | 2016年6月18日        | 観客賞                                    | クラウド・バラス リタ・プロダクションズ ブルー・スピリット・プロダクションズ ゲベカ・フィルムズ | 受賞                 | [ 17 ]               |
| アヌシー国際アニメーション映画祭 | 2016年6月18日        | クリスタル賞                              | クラウド・バラス リタ・プロダクションズ ブルー・スピリット・プロダクションズ ゲベカ・フィルムズ | 受賞                 | [ 17 ]               |
| カンヌ国際映画祭                 | 2016年5月22日        | カメラ・ドール                            | クラウド・バラス                                                                                | ノミネート           |                      |
| セザール賞                       | 2017年2月24日        | 脚色賞                                    | セリーヌ・シアマ                                                                                | 受賞                 | [ 18 ] [ 19 ]        |
| セザール賞                       | 2017年2月24日        | アニメ映画賞                              | クラウド・バラス                                                                                | 受賞                 | [ 18 ] [ 19 ]        |
| セザール賞                       | 2017年2月24日        | 作曲賞                                    | ソフィー・ハンガー                                                                              | ノミネート           | [ 18 ] [ 19 ]        |
| ヨーロッパ映画賞                 | 2016年12月10日       | 長編アニメ映画賞                          | クラウド・バラス Kim Keukeleire Armelle Glorennec Éric Jacquot マーク・ボニー                   | 受賞                 | [ 20 ]               |
| 欧州会議ラックス賞               | 2016年11月23日       | ラックス賞                                | クラウド・バラス                                                                                | ノミネート           | [ 21 ]               |
| ゴールデングローブ賞             | 2017年1月8日         | アニメ映画賞                              | 『ぼくの名前はズッキーニ』                                                                      | ノミネート           | [ 22 ]               |
| ルミエール賞                     | 2017年1月30日        | 脚本賞                                    | セリーヌ・シアマ                                                                                | 受賞                 | [ 23 ]               |
| ルミエール賞                     | 2017年1月30日        | アニメ映画賞                              | クラウド・バラス                                                                                | 受賞                 | [ 23 ]               |
| ルミエール賞                     | 2017年1月30日        | 音楽賞                                    | ソフィー・ハンガー                                                                              | ノミネート           | [ 23 ]               |
| サテライト賞                     | 2016年12月18日       | アニメーション・ミックスメディア映画賞    | 『ぼくの名前はズッキーニ』                                                                      | 受賞                 | [ 24 ]               |
| スイス映画賞                     | 2017年3月24日        | フィクション映画賞                        | クラウド・バラス リタ・プロダクションズ                                                         | 受賞                 | [ 25 ]               |
| スイス映画賞                     | 2017年3月24日        | 音楽賞                                    | ソフィー・ハンガー                                                                              | 受賞                 | [ 25 ]               |
| スイス映画賞                     | 2017年3月24日        | 編集賞                                    | Valentin Rotelli                                                                                | ノミネート           | [ 25 ]               |
| スイス映画賞                     | 2017年3月24日        | アカデミー特別賞 (キャスティングに対して) | Marie-Eve Hildbrand                                                                             | 受賞                 | [ 25 ]               |
| 東京アニメアワード               | 2017年3月17日        | 優秀賞 (長編映画部門)                     | クラウド・バラス                                                                                | 受賞                 | [ 26 ]               |